# Tsing-Ma-Brücke

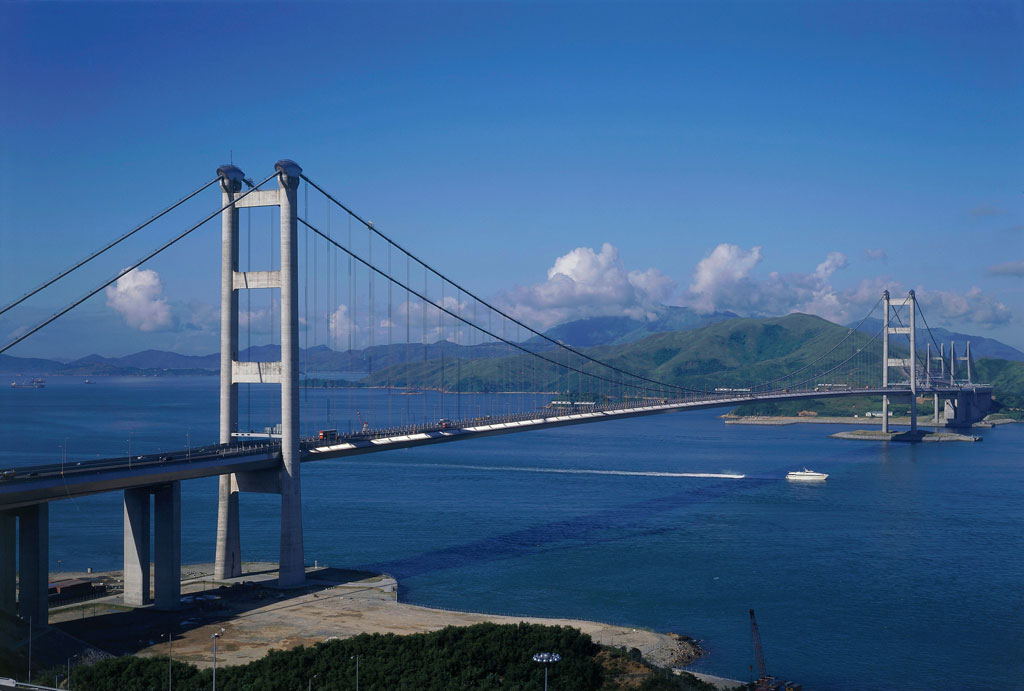
Tsing-Ma-Hängebrücke

Die Tsing-Ma-Brücke (chinesisch 青馬大橋 / 青马大桥, Pinyin Qīngmǎ Dàqiáo, Jyutping Cing1maa5 Daai6kiu4) in Hongkong war nach ihrer Fertigstellung 1997 für ein Jahr die Brücke mit der zweitlängsten Spannweite in der Welt. Sie verbindet die durch den Ma-Wan-Kanal getrennten Inseln Ma Wan und Tsing Yi und dient der Autobahn 8 sowie den Schnellbahnen Tung Chung Line und Airport Express, die Hongkong mit Lantau und weiter mit Chek Lap Kok verbinden, wo sich der Hong Kong International Airport befindet.
Die 41 Meter breite Brücke hat zwei Decks, ein Straßen- und ein Eisenbahndeck. Auf dem oberen Deck befinden sich sechs Fahrspuren für PKWs, auf dem unteren sind zwei Gleise für Züge sowie zwei Fahrspuren für PKWs, die bei starken Winden genutzt werden. Die Hauptspannweite beträgt 1377 Meter, die Pylone sind 206 Meter hoch. Bis zur Eröffnung der Yavuz-Sultan-Selim-Brücke über den Bosporus im August 2016 hatte sie weltweit die größte Spannweite aller Brücken mit Eisenbahngleisen.